# チリよ、喜びはもうすぐやってくる
『チリよ、喜びはもうすぐやってくる』（チリよ、よろこびはもうすぐやってくる、西:Chile, la alegría ya viene）は、1988年のチリ大統領信任に関する国民投票の中で信任反対派が制作した楽曲である。
1988年の国民投票はアウグスト・ピノチェトの大統領続投を否認する結果に終わり、翌年12月に投開票が行われた大統領選挙ではピノチェト反対派のパトリシオ・エイルウィンが当選する。本曲は、ピノチェト反対派のキャンペーンソングとして国民投票や大統領選挙運動の中で歌唱された。

## 背景
軍政下の1980年に改正されたチリ憲法は 、その発効から8年後に国民投票によって大統領を選任することとしており、大統領続投を目指すアウグスト・ピノチェトは自らの信任を問う国民投票を1988年に実施する。国民投票では、信任賛成派・反対派の双方に1日15分のテレビCM枠が与えられた。
本曲は、セルヒオ・ブラボーの作詞、ハイメ・デ・アギーレの作曲により制作され、クラウディオ・グスマンとロサ・エスコバルがリードボーカルとする合唱曲スタイルで反対派陣営のCM内で使用された。本曲の制作背景を含む反対派陣営の動きは、パブロ・ララインによる2012年の映画『no』のモデルにもなっている。
本曲の曲調はポップで、歌詞にも軍政批判などの直接的な政治メッセージは含まれていない。反対派陣営は、有権者にチリの明るい未来のための選択を促すことを意識して本曲・本曲を含むCM映像を制作する。

## 影響
1988年の国民投票は当初は信任派優位とみられていたが、ピノチェト政権の成果をプロバガンダ的に表現する信任派のCMに対し、明るくチリの未来を問う反対派のCMは印象的に映り、本曲もチリ国内で人気を呼ぶようになる。徐々に反対派優位の情勢に傾き、国民投票の終盤に反対派のCMの放送中止を決めるまでに政権は追い込まれる。
本曲はピノチェト反対派を象徴する楽曲となり、チリを代表する政治キャンペーンソングの一つに数えられている。

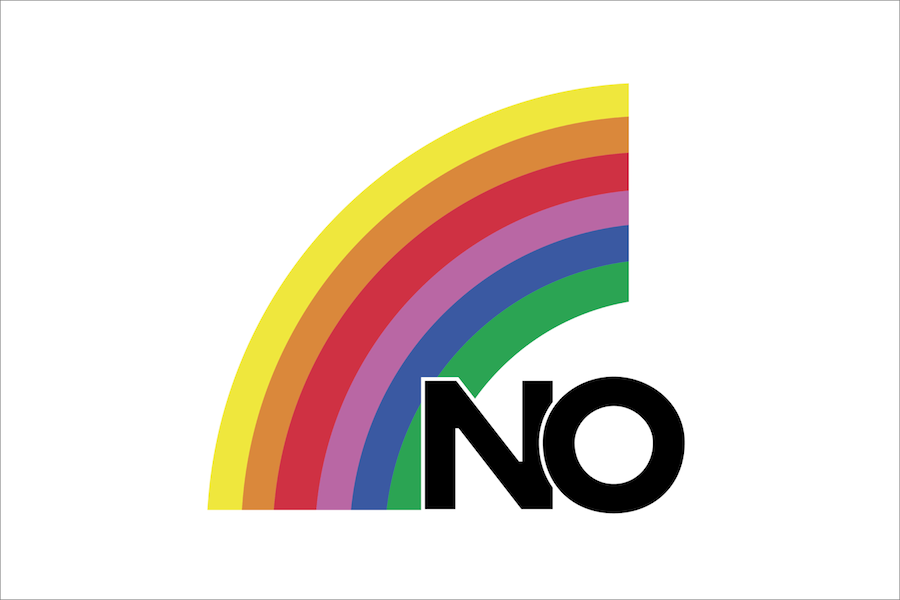
1988年以降の選挙で掲げられた旗

## 曲名の日本語訳
日本でも国民投票と同時期に本曲が紹介されており、『チリよ、喜びはもうすぐやってくる』として本曲を含む国民投票の反対派が制作したテレビCMの上映イベントが行われたほか、新聞報道では『チリに歓喜は来たれり』と訳されたこともある。